# Diatomista
A Diatomista egysejtű és kolóniaképző sárgásmoszatok csoportja, benne többek közt a kovamoszatokkal és rokon csoportjaikkal. Korábban nevezték SIII kládnak is.

## Történet
2016-ban Derelle et al. az Ochrophytina kládban két csoport, a Diatomista és a Chrysista elkülönülését figyelték meg. Nem igazolta a Phaeista–Khakista dichotómiát a távoli taxonok, a Rhizaria, az Alveolata, a Blastocystis vagy a Cafeteria roenbergensis eltávolítása, tehát a Diatomista–Chrysista elkülönülésről kimutatták, hogy nem távoli külcsoport miatti hiba. A Diatomistát a következőképp határozták meg:
a legnagyobb klád, melyben benne van a Thalassiosira pseudonana Hasle et Heimdal 1970 (Diatomeae), a Pelagomonas calceolata Andersen et Saunders 1993 (Pelagophyceae) és a Dictyocha speculum Ehrenberg 1839 (Dictyochophyceae), de nincs benne az Ectocarpus siliculosus Lyngbye 1819 (Phaeophyceae), a Synchroma pusillum Schmidt et al. 2012 (Synchromophyceae) és a Fibrocapsa japonica Toriumi et Takano 1973 (Raphidophyceae)”.
2022-ben Di Franco et al. megerősítették a monofíliáját. Mindhárom genom eredménye az volt, hogy a Diatomista monofiletikus.

## Morfológia
A Hypogyrista Dictyochophyceae és Pelagophyceae csoportjai is egysejtű tagokból állnak, míg a Khakista csoport egysejtű és sejttársulásos algákat is tartalmaz. A Parmales 5–8 kovapikkellyel rendelkezik, a Bolidomonalesen nincs ilyen. A kovamoszatok frustulával rendelkeznek. Tagjai közt vannak két, egy elülső, egy hátulsó ostorral rendelkező és ostor nélküli tagjai is. Az ostorátmeneti zóna felett nincs hélix.
A Dictyochophyceae obligát fagotróf amőba és mixotróf ostoros amőba tagokkal is rendelkezik. Ezek plasztiszmaradvánnyal rendelkeznek, ez alapján ősük fotoszintetikus lehetett, és filogenetikai elemzések szerint legalább 2-szer egymástól függetlenül fejlődtek ki obligát fagotróf fajai.

## Életciklus
Többek közt a kovamoszatoknál ismertek felváltva ivarosan és ivartalanul szaporodó fajok, míg a Dictyochophyceae esetén nem mutattak ki ivaros szaporodást.

## Elterjedés
A kovamoszatok gyakoribb endemikus, míg a Dictyochophyceae ritkább kozmopolita élőlényekből áll.

## Kapcsolatok
Egyes meleg tengerekben élő kovamoszatok endoszimbiontái a kovamoszatok akár 40%-át kitöltő vakuólumokban élő nitrogénkötő baktériumok, melyek révén felhalmozhatnak nitrátot és foszfátot. Így tápanyagbevitel nélkül is több generáción át élhetnek, így olyan helyeken is élhetnek, ahol a tápanyagok szabálytalanul változnak.

## Filogenetika
A Diatomista egyes tanulmányok szerint erősen alátámasztott kládot alkot 18S rRNS-, többfehérjés és rDNS-alapú elemzések alapján. Más tanulmányok szerint parafiletikus csoport, és a Khakista az Ochrophytina bazális csoportja. Nincs ptDNS-ükben ftrB gén, a magba feltehetően másik algacsoportból jutott horizontális géntranszferrel, vagy endoszimbiontából endoszimbionta-géntranszferrel. Testvércsoportja a Chrysista.
Az alábbi csoportokat tartalmazza:
- Khakista: Fontos csoportjai a kovamoszatok és a Bolidophyceae, ez utóbbi az előbbiekre jellemző kovahéjjal nem rendelkezik. Édesvízben, tengerben vagy talajban élő egysejtűek vagy sejttársulások, és a plankton fontos részét alkotják. Több mint 13 000 ismert kovamoszatfaj van, de egyesek szerint akár több mint 1 000 000 is lehet.[5]
- Hypogyrista: Két csoportja a Dictyochophyceae és a Pelagophyceae. Előbbinek több mint 100 faja ismert, egyes tagjai mixotrófok.[5]

Bár korábban a Pinguiophyceae csoportot is ide sorolták, Azuma et al. 2022-ben kimutatták, hogy a Pinguiophyceae a Chrysista tagja.
Ismeretlen helyzetű környezeti csoportok a MOCH-1, a MOCH-2 és a MOCH-4.

## Genomika
Fotoszintetikus fajai klorofill c-dependensek, és CHLC-t kódolnak.

## Fosszíliák
A Dictyochales fosszilis fajait Silicoflagellatának („kovaostorosok”) is nevezik.

## Fordítás
Ez a szócikk részben vagy egészben  a   Diatomista című spanyol Wikipédia-szócikk ezen változatának fordításán alapul.  Az eredeti cikk szerkesztőit annak laptörténete sorolja fel. Ez a jelzés csupán a megfogalmazás eredetét és a szerzői jogokat jelzi, nem szolgál a cikkben szereplő információk forrásmegjelöléseként.